# باربرا د لا کنکا
باربرا د لا کنکا (به اسپانیایی: Barberà de la Conca) یک شهرستان در اسپانیا است که در کاتالونیا واقع شده‌است.

## خصوصیات
باربرا د لا کنکا ۲۶٫۶۰ کیلومترمربع مساحت دارد ۴۷۵ متر بالاتر از سطح دریا واقع شده‌است.